# ラウレンツィウ・ポペスク
ユリアン・ラウレンツィウ・ポペスク（Iulian Laurențiu Popescu 、1997年1月18日 - ）は、ルーマニア・フィリアシ出身のプロサッカー選手。ポリテフニカ・ヤシ所属。ポジションは、ゴールキーパー。

## タイトル
ウニヴェルシタテア・クラヨーヴァ
- クパ・ロムニエイ: 2017-18, 2020-21
- スーペルクパ・ロムニエイ: 準優勝 2018